# Totta
Totta is een geslacht van wantsen uit de familie van de Miridae (blindwantsen). Het geslacht werd voor het eerst wetenschappelijk beschreven door Ghauri & Ghauri in 1983.

## Soorten
Het genus bevat de volgende soorten:

- Totta puspae Yasunaga & Duwal, 2006
- Totta rufercorna C.S. Lin & C.T. Yang, 2004
- Totta zaherii Ghauri & Ghauri, 1983